# 川崎市歌
「川崎市歌」（かわさきしか）は、日本の政令指定都市の1市である神奈川県川崎市の市歌。作詞・小林俊三、作曲・高階哲夫。

## 解説
1934年（昭和9年）5月31日に市制10周年を記念して制定された。歌詞は一般公募の入選作。作曲は「時計台の鐘」で知られる高階哲夫が市からの依頼で手掛けており、旋律は1995年（平成7年）末を以て著作権の保護期間が満了している。
神奈川県の県庁所在地である横浜市で1909年（明治32年）に制定された横浜市歌は行事での演奏や学校教育を通じて市民に幅広く普及しているのに対し、川崎市歌は2004年（平成12年）に市が実施したアンケート調査で14%と市民の認知度が非常に低い。主な理由としては、2度の改訂に関わらず歌詞全体が文語体で難解なことや1984年（昭和59年）に市制60周年を記念して制定した市民愛唱歌「好きです かわさき 愛の街」の方がごみ収集車のBGMに使われるなど日常的に耳にする機会が多いことなどが挙げられる。
「音楽のまち・かわさき」推進協議会では2010年（平成22年）に川崎を主題とする楽曲を集めたCD『おんまちベストコレクション 好きです かわさき』を発売しており、トラック16に佐藤征一郎が歌唱する川崎市歌が収録されている。しかし、市ではその後も長らく川崎市歌のPRに積極的な姿勢を取らなかった。一例として、2012年（平成24年）に東京堂出版から刊行された『全国 都道府県の歌・市の歌』では「好きです かわさき 愛の街」（トラック1・2）および川崎市歌の歌詞改訂と並行して公募を実施した市制80周年記念愛唱歌「かわさきのねいろ」（トラック4・5）しか紹介が無く川崎市歌については完全に無視されている。
2015年（平成27年）、川崎市立商業高校の生徒が埼玉県の鉄道駅で市歌を発車メロディに採用している自治体が多く存在することを参考に川崎市歌のオルゴール調アレンジを試作し、市内に路線を保有する鉄道事業者へ発車メロディとしての採用を働きかける活動を実施した。その結果、2016年（平成28年）4月5日からJR東日本・川崎駅で南武線が発着する5・6番ホームの発車メロディに採用された。当初は1年間限定での採用を予定していたが、その後も継続使用されている。同校の生徒を中心とした普及活動を受けて長らく市歌のPRに消極的だった市でも市有施設での演奏を推奨するようになり、2024年（令和6年）の市制100周年を機にYouTubeの市公式チャンネルで音源を公開するなどの動きに乗り出している。
2019年（平成31/令和元年）には、川崎市公文書館で「移り行く時代と川崎市歌 ―市歌の変遷とその内容―」と題する企画展示が開催された。

### 歌詞の改訂
制定当初の市歌は全4番であったが、1969年（昭和44年）に実施された最初の改訂では3番後半の「黒く湧き立つ煙」とする歌詞が公害を想起させるとして削除された。また、制定時は4番の前半に川崎大師が取り上げられていたが、3番後半の廃止と合わせて削除され旧3番の前半と4番の後半を継ぎ合わせたものを新3番としている。この時の歌詞改訂を受けて日本コロムビアがソノシート（PSD-45）を作成し、三鷹淳の歌唱と川崎市消防音楽隊による行進曲へのアレンジが収録された。
2004年（平成12年）に市制80周年を記念して行われた2度目の改訂では、前時代的な風景描写になった川崎港のサイレンを「朝風」に変更したのを始め、特に難解な箇所や新3番の「大川崎市」を1番と同じ「わが川崎市」に統一するなどの変更が行われた。
2008年（平成16年）には音符に対する歌詞の割り振りがはっきりせず永らく自由に歌われていた「あさかぜ」の部分の音符が改訂され（四分音符、付点二分音符→八分音符二つ、四分音符二つ、四分休符）、歌い方の統一が楽譜によって明記されるようになった。この改訂版の楽曲は市内の洗足学園音楽大学によって歌われたものが収録されている。
2016年（平成28年）2月3日に実施された川崎市立川崎高校附属中学校の入学試験において、2番の歌詞にある「科学に〜」が制定当初は「化学に〜」であったとして「歌詞が改訂された理由を説明せよ」とする出題がなされたが、該当箇所は制定当初から「科学」であり「化学」から「科学」へ歌詞が改訂された事実は無かった。市では「市職員が問題作成時にインターネットで転載された歌詞を確認せず引き写してしまった」として陳謝し、この設問については回答者全員を正解とする措置が取られた。